# Harry Heusser
Pour les articles homonymes, voir Heusser.
Harry Heusser, né Heinrich Heusser le 5 juin 1886 à Pula sous l'empire austro-hongrois et mort le 19 juillet 1943 à Genève en Suisse, est un peintre et un illustrateur autrichien, spécialisé dans la peinture de marine.

## Biographie
Il naît à Pula en 1886. Il étudie à l'académie des beaux-arts de Munich, à l'académie des arts de Berlin et à l'académie des beaux-arts de Venise. Pour le compte du Lloyds Autrichien, l'une des plus importantes compagnies maritimes de l'époque, il se rend en Égypte, en Palestine et en Anatolie. En 1911, il réalise une série de cartes postales illustrant les navires de la compagnie (comme le Wien (de), le Thalia (de) ou le Baron Gautsch (en)) à l'occasion du soixante-quinzième anniversaire de la compagnie en 1911.
Entre 1912 et 1919, il travaille à Vienne. Pendant la Première Guerre mondiale, il réalise des illustrations pour les journaux Wiener Blatt, Österreichs Illustrierte, Illustrirte Zeitung et Deutscher Schulverein (de).  Il s'installe ensuite à Lugano jusqu'en 1924, puis vit deux années à Trieste, avant de s'établir à Lausanne jusqu'en 1933. Il réside ensuite à Genève, ou il meurt en 1943.
Ces œuvres sont notamment visibles au musée d'histoire militaire de Vienne et au musée des Beaux-Arts de Boston.

## Galerie

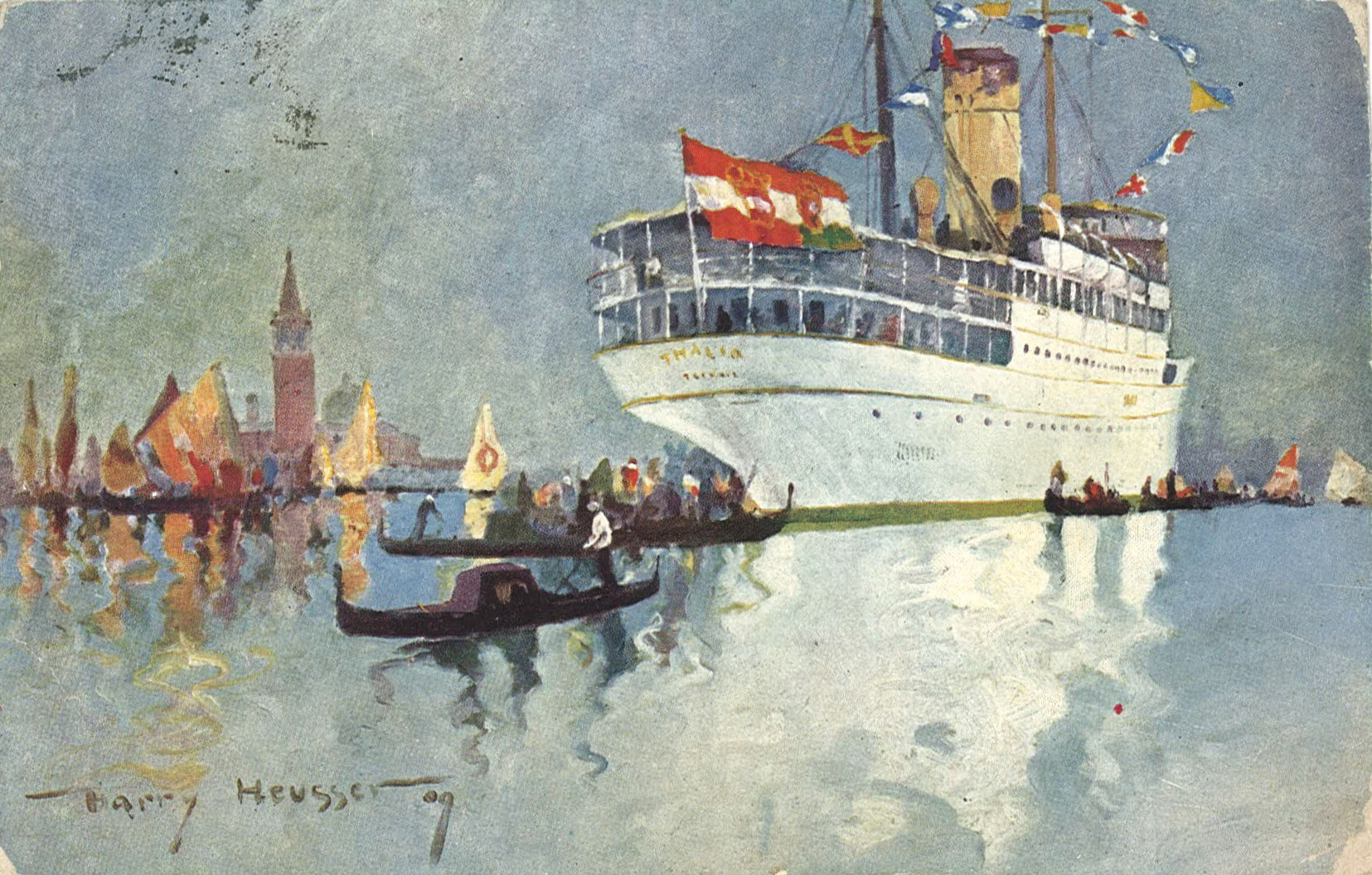
Carte postale représentant le Thalia (de) dans le port de Venise, 1910
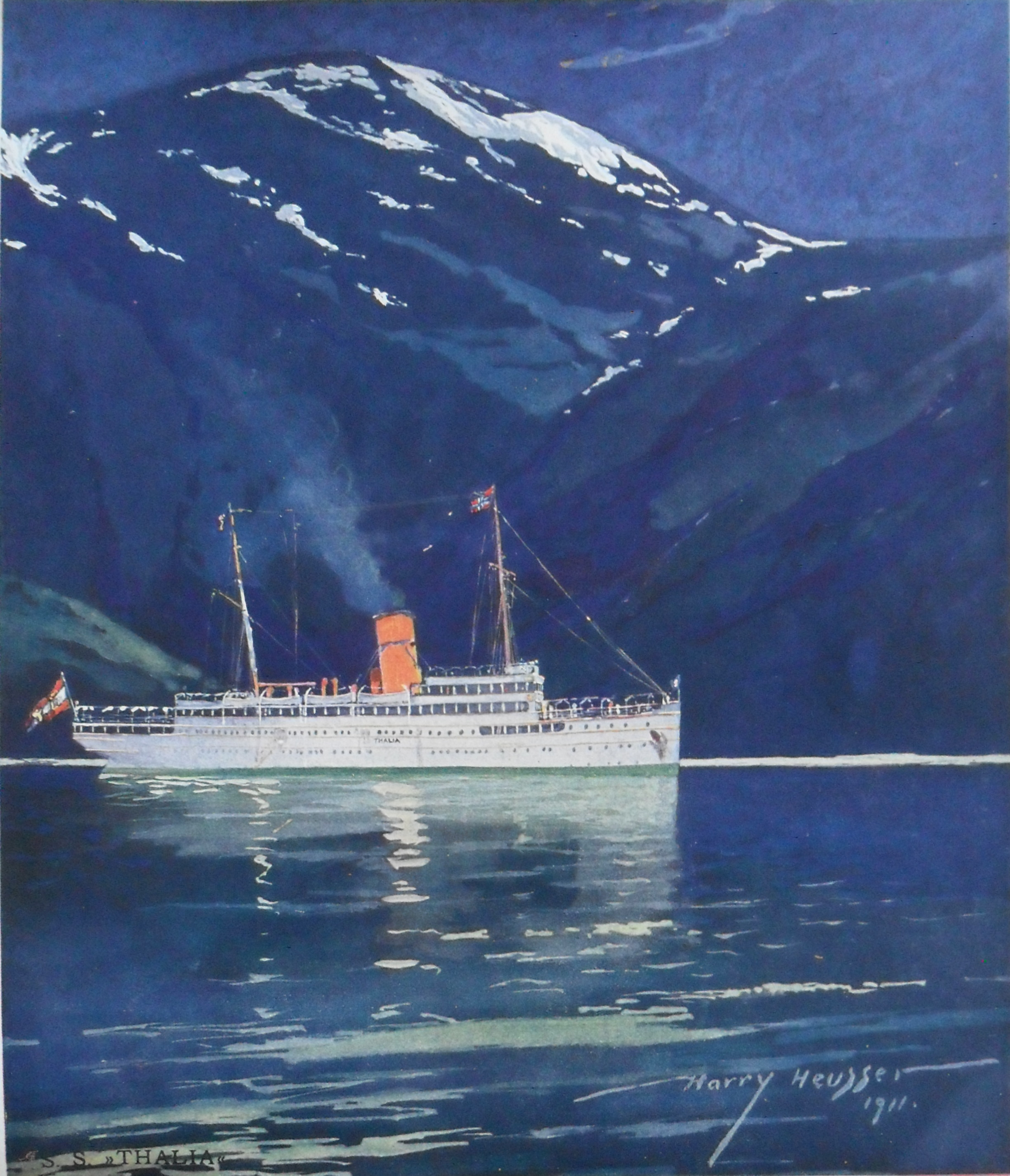
Carte postale représentant le Thalia (de) devant un fjord, 1911
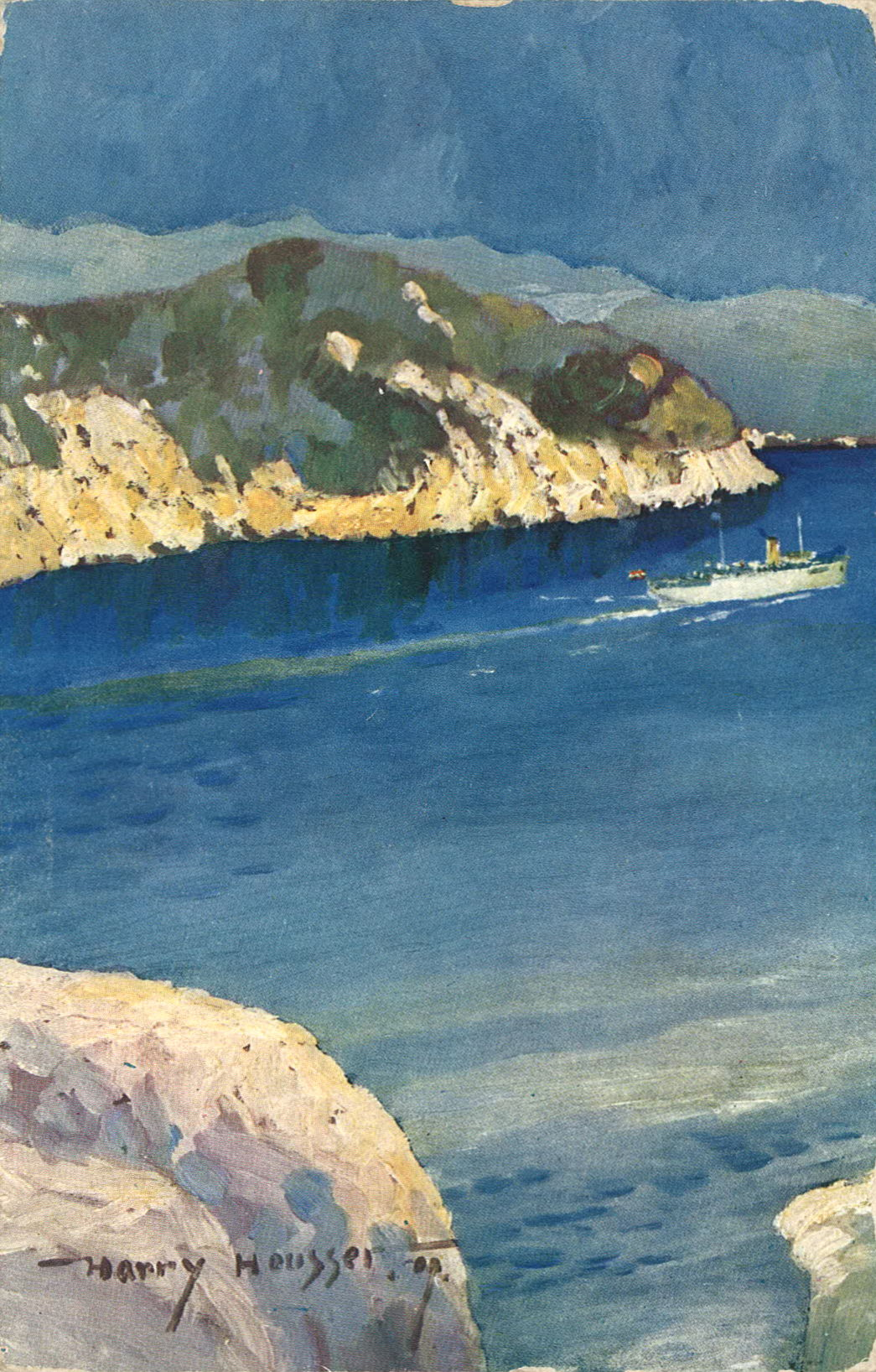
Le Thalia (de) dans une baie, 1910
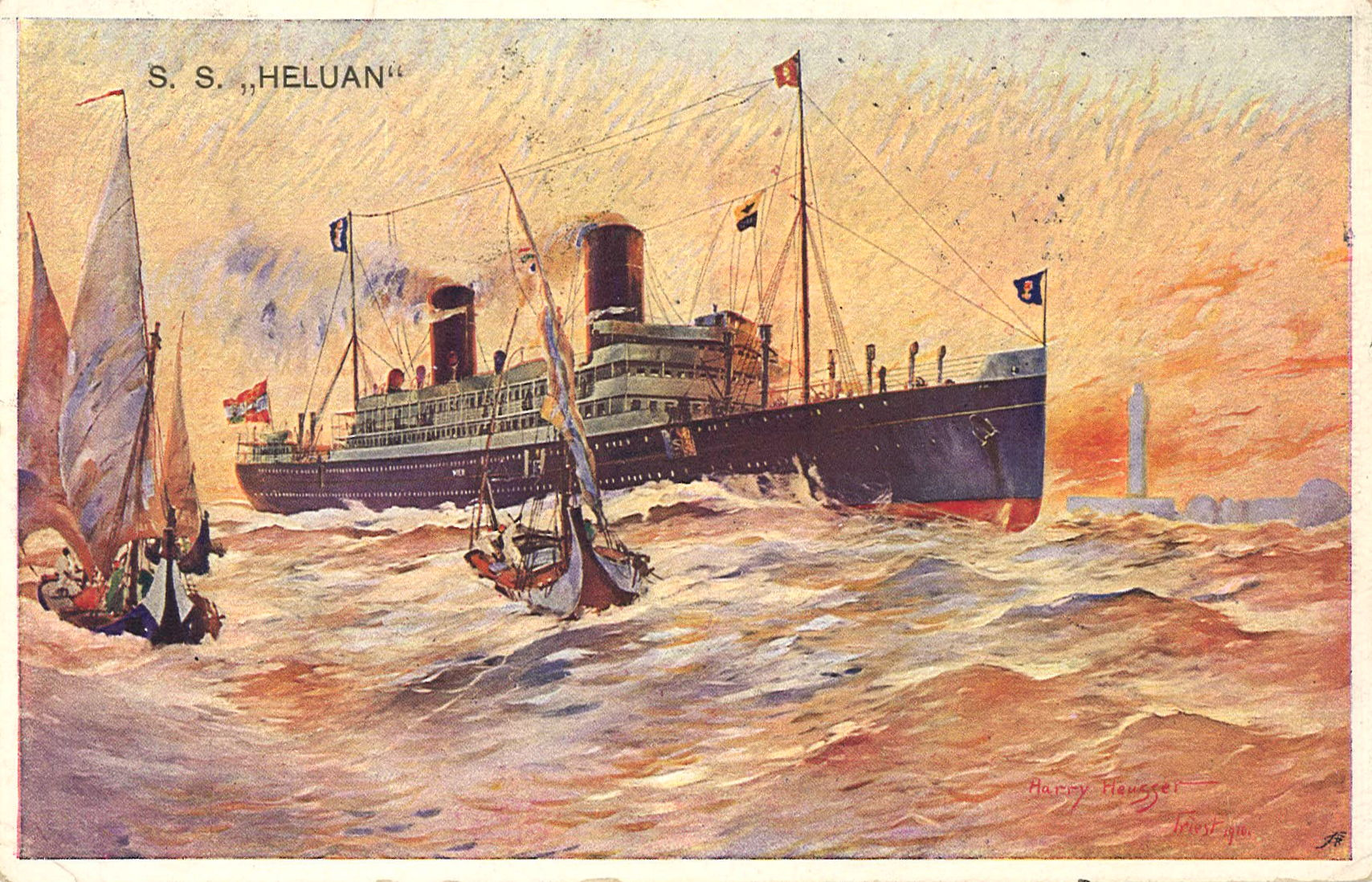
Carte postale représentant le navire Helouan (it), 1913
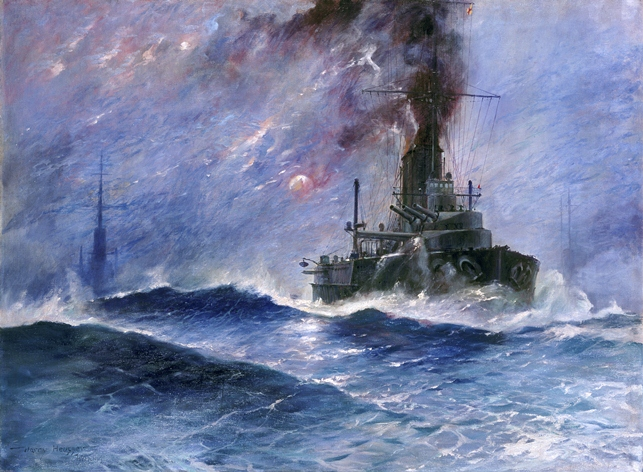
Le cuirassé SMS Viribus Unitis naviguant en mer Adriatique, peinture à l'huile sur toile, 1913, musée d'histoire militaire de Vienne
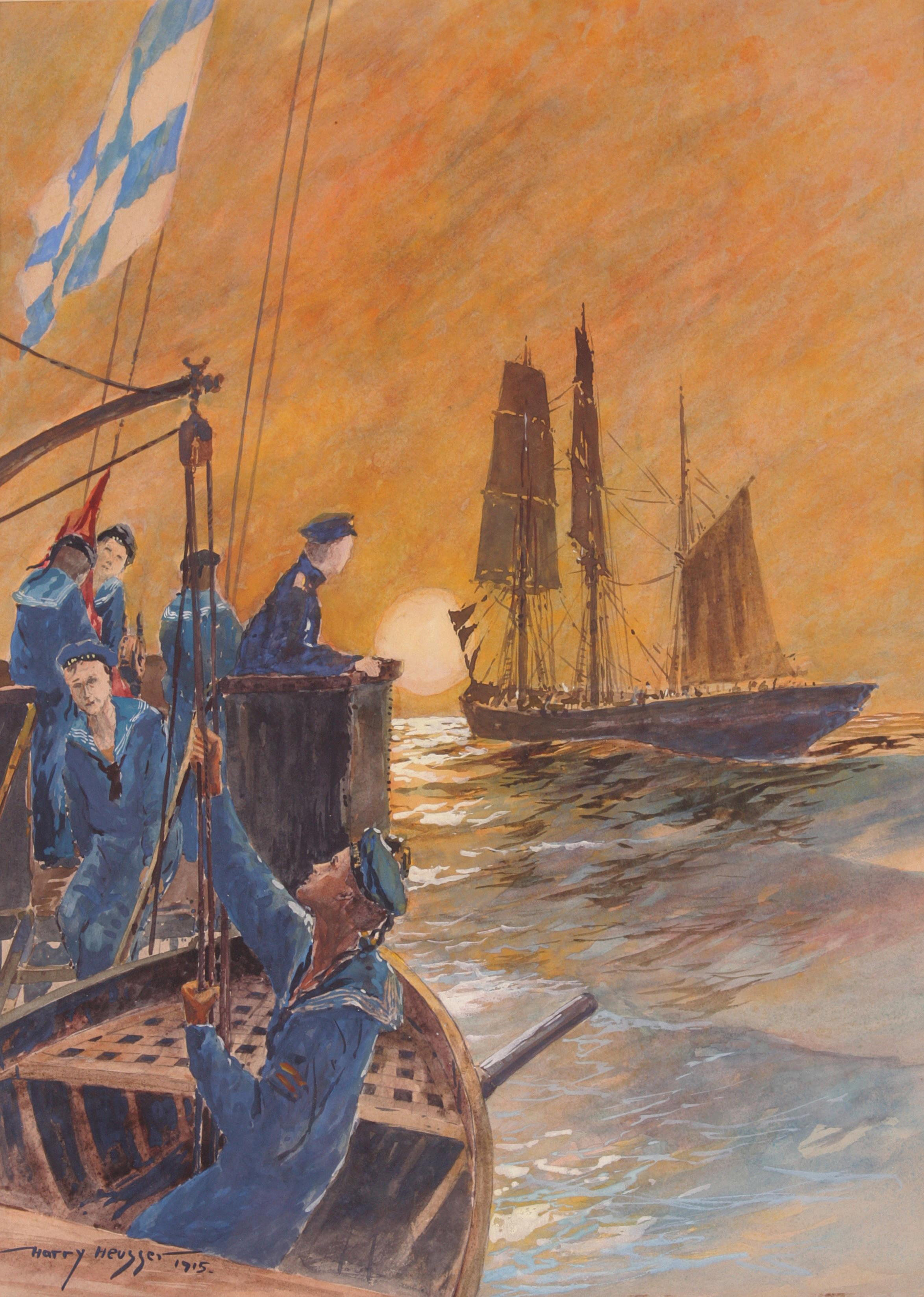
Navigation au couchant, aquarelle, 1915
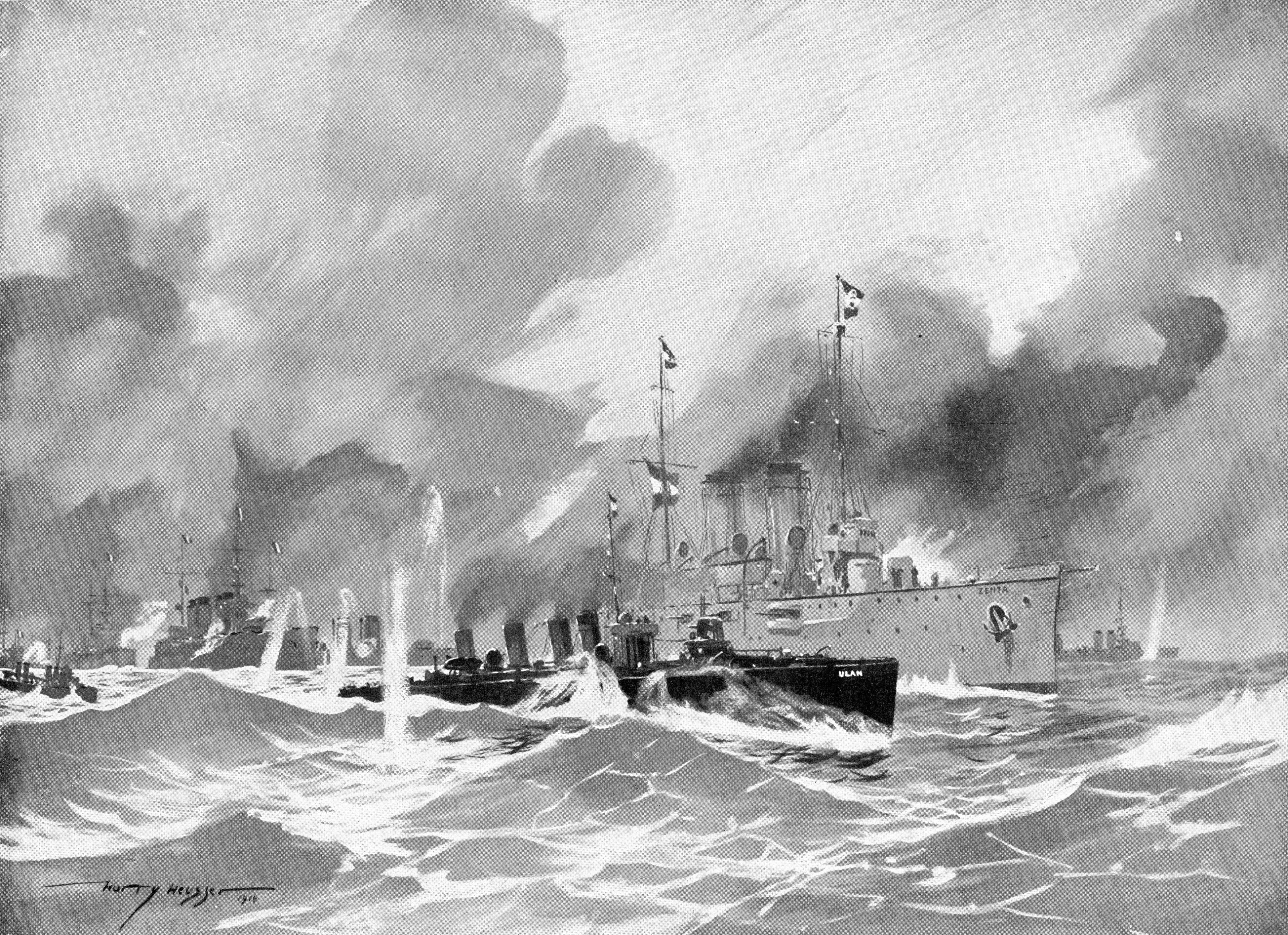
Le SMS Zenta et le SMS Ulan au combat près de la côte de Petrovac na Moru, dans la mer Adriatique, le 16 août 1914, illustration pour le journal Illustrirte Zeitung, 1915
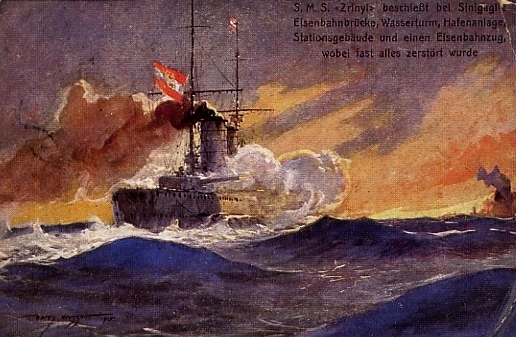
Carte postale représentant le cuirassé SMS Zrínyi bombardant la ville portuaire de Senigallia, sans date